# Seznam prezidentských voleb v roce 2024
V roce 2024 již proběhly, nebo jsou plánovány prezidentské volby v následujících zemích:
| Stát nebo území        | Datum 1. kola                      | Datum 2. kola      | Vítěz                                                                | Předchozí volby | Dosavadní prezident          |
| ---------------------- | ---------------------------------- | ------------------ | -------------------------------------------------------------------- | --------------- | ---------------------------- |
| Alžírsko               | 7. září 2024                       | –                  | Abdal Madžíd Tabbúni (2. funkční období ze 2 možných)                | 2019            | Abdal Madžíd Tabbúni         |
| Ázerbájdžán            | 7. února 2024                      | –                  | Ilham Alijev (5. funkční období)                                     | 2018            | Ilham Alijev                 |
| Čad                    | 6. května 2024                     | –                  | Mahamat Déby (1. funkční období ze 2 možných)                        | 2021            | Mahamat Déby                 |
| Dominikánská republika | 19. května 2024                    | –                  | Luis Abinader (2. funkční období ze 2 možných v kuse)                | 2020            | Luis Abinader                |
| Etiopie                | 7. října 2024                      | –                  | Taye Atske Selassie (1. funkční období)                              | 2018            | Sahle-Work Zewdeová          |
| Fidži                  | 31. října 2024                     | –                  | Naiqama Lalabalavu (1. funkční období ze 2 možných v kuse)           | 2021            | Wiliame Katonivere           |
| Finsko                 | 28. ledna 2024                     | 11. února 2024     | Alexander Stubb (1. funkční období ze 2 možných)                     | 2018            | Sauli Niinistö               |
| Ghana                  | 7. prosince 2024                   | –                  | John Mahama (2. funkční období ze 2 možných)                         | 2020            | Nana Akufo-Addo              |
| Gruzie                 | 14. prosince 2024                  | –                  | Michail Kavelašvili                                                  | 2018            | Salome Zurabišviliová        |
| Chorvatsko             | 29. prosince 2024                  | 12. ledna 2025     | Zoran Milanović                                                      | 2019–2020       | Zoran Milanović              |
| Indonésie              | 14. února 2024                     | –                  | Prabowo Subianto (1. funkční období ze 2 možných)                    | 2019            | Joko Widodo                  |
| Írán                   | 28. června 2024                    | 5. července 2024   | Masúd Pezeškján (1. funkční období ze 2 možných v kuse)              | 2021            | Muhammad Mochber             |
| Island                 | 1. června 2024                     | –                  | Halla Tómasdóttir (1. funkční období)                                | 2020            | Guðni Thorlacius Jóhannesson |
| JAR                    | 14. června 2024                    | –                  | Cyril Ramaphosa (2. funkční období ze 2 možných)                     | 2019            | Cyril Ramaphosa              |
| Kiribati               | 25. října 2024                     | –                  | Taneti Maamau (3. funkční období ze 3 možných)                       | 2020            | Taneti Maamau                |
| Komory                 | 14. ledna 2024                     | –                  | Azali Assoumani (2. funkční období ze 2 možných v kuse)              | 2019            | Azali Assoumani              |
| Litva                  | 12. května 2024                    | 26. května 2024    | Gitanas Nausėda (2. funkční období ze 2 možných)                     | 2019            | Gitanas Nausėda              |
| Maďarsko               | 26. února 2024                     | 26. února 2024     | Tamás Sulyok (1. funkční období ze 2 možných v kuse)                 | 2022            | Katalin Nováková             |
| Malta                  | 27. března 2024                    | –                  | Myriam Spiteri Debono (1. a jediné možné funkční období)             | 2019            | George Vella                 |
| Marshallovy ostrovy    | 2. ledna 2024                      | –                  | Hilda Heineová (2. funkční období ze 2 možných)                      | 2020            | David Kabua                  |
| Mauricius              | 6. prosince 2024                   | –                  | Dharam Gokhool (1. funkční období ze 2 možných)                      | 2019            | Prithvirajsing Roopun        |
| Mauritánie             | 29. června 2024                    | –                  | Muhammad uld Ghazuání (2. funkční období ze 2 možných)               | 2019            | Muhammad uld Ghazuání        |
| Mexiko                 | 2. června 2024                     | –                  | Claudia Sheinbaumová (1. a jediné možné funkční období)              | 2018            | Andrés Manuel López Obrador  |
| Moldavsko              | 20. října 2024                     | 3. listopadu 2024  | Maia Sanduová (2. funkční období ze 2 možných)                       | 2020            | Maia Sanduová                |
| Mosambik               | 9. října 2024                      | –                  | Daniel Chapo (1. funkční období ze 2 možných)                        | 2019            | Filipe Nyusi                 |
| Namibie                | 27. listopadu 2024                 | –                  | Netumbo Nandi-Ndaitwah (1. funkční období ze 2 možných)              | 2019            | Nangolo Mbumba               |
| Pákistán               | 9. března 2024                     | –                  | Ásif Alí Zardárí (2. funkční období ze 2 možných)                    | 2018            | Árif Alví                    |
| Palau                  | 12. listopadu 2024                 | –                  | Surangel Whipps Jr. (2. funkční období ze 2 možných v kuse)          | 2020            | Surangel Whipps Jr.          |
| Panama                 | 5. května 2024                     | –                  | José Raúl Mulino (1. a jediné možné funkční období)                  | 2019            | Laurentino Cortizo           |
| Rumunsko               | 24. listopadu 2024                 | –                  | neznámý (1. období ze 2 možných)                                     | 2019            | Klaus Iohannis               |
| Rusko                  | 15. března 2024 až 17. března 2024 | –                  | Vladimir Putin (1. funkční období ze 2 možných podle nového systému) | 2018            | Vladimir Putin               |
| Rwanda                 | 15. července 2024                  | –                  | Paul Kagame (4. funkční období)                                      | 2017            | Paul Kagame                  |
| Salvador               | 4. února 2024                      | –                  | Nayib Bukele (2. funkční období ze 2 možných)                        | 2019            | Nayib Bukele                 |
| Senegal                | 24. března 2024                    | –                  | Bassirou Diomaye Faye (1. funkční období ze 2 možných)               | 2019            | Macky Sall                   |
| Severní Makedonie      | 24. dubna 2024                     | 8. května 2024     | Gordana Siljanovska-Davkova (1. funkční období ze 2 možných v kuse)  | 2019            | Stevo Pendarovski            |
| Slovensko              | 23. března 2024                    | 6. dubna 2024      | Peter Pellegrini (1. funkční období ze 2 možných v kuse)             | 2019            | Zuzana Čaputová              |
| Somaliland             | 13. listopadu 2024                 | –                  | Abdirahman Mohamed Abdullahi (1. funkční období ze 2 možných)        | 2017            | Muse Bihi Abdi               |
| Spojené státy americké | 5. listopadu 2024                  | –                  | Donald Trump (2. funkční období ze 2 možných)                        | 2020            | Joe Biden                    |
| Srí Lanka              | 21. září 2024                      | –                  | Anura Kumara Dissanayake (1. funkční období ze 2 možných)            | 2022            | Ranil Wickremesinghe         |
| Tchaj-wan              | 13. ledna 2024                     | –                  | Laj Čching-te (1. funkční období ze 2 možných)                       | 2020            | Cchaj Jing-wen               |
| Tunisko                | 6. října 2024                      | –                  | Kaís Saíd (2. funkční období ze 2 možných)                           | 2019            | Kaís Saíd                    |
| Uruguay                | 27. října 2024                     | 24. listopadu 2024 | Yamandú Orsi (1. a jediné možné funkční období v kuse)               | 2019            | Luis Lacalle Pou             |
| Venezuela              | 28. července 2024                  | –                  | Nicolás Maduro (3. funkční období)                                   | 2018            | Nicolás Maduro               |
| Vietnam                | 22. května 2024                    | –                  | Tô Lâm (1. funkční období)                                           | 2023            | Võ Thị Ánh Xuân              |
| Vietnam                | 21. října 2024                     | –                  | Lương Cường (1. funkční období)                                      | 2024            | Tô Lâm                       |

Šedě podbarveny jsou nepřímé volby. Výsledky červeně podbarvených voleb byly anulovány.